# Tavrijs'k
Tavrijs'k (in ucraino Таврійськ?; in russo Таврийск?, Tavrijsk) è una città ucraina (10 108 abitanti) situata nel distretto di Kachovka, nell'Oblast' di Cherson. Ospita l'amministrazione della comunità territoriale di Tavrijs'k, una delle comunità territoriali dell'Ucraina.
Fino al 18 luglio 2020 Tavrijs'k apparteneva alla municipalità di Nova Kachovka, abolita come parte della riforma amministrativa dell'Ucraina, che ha ridotto a cinque il numero dei distretti dell'oblast' di Cherson. L'area dela municipalità di Nova Kachovka è stata fusa nel distretto di Kachovka.